# 잠비아 은행
잠비아 은행(영어: Bank of Zambia, 약칭: BoZ)은 잠비아의 수도 루사카에 위치한 중앙은행이다.

## 개요
웹사이트에 따르면, 은행의 주된 책임은 국가의 경제 안정을 유지할 통화 정책을 만들고 실행하는 것이다. 은행은 금융포용정책을 적극 추진하며 금융포용동맹의 주도적 회원이다. 2011년 멕시코 리비에라 마야에서 열린 글로벌 정책 포럼에서 마야 선언에 따라 금융 포함에 대한 구체적인 국가적인 약속을 한 17개 규제 기관 중 하나이기도 하다.

## 관리
설립 이래 잠비아 은행은 조직 구조에서 다양한 변화를 겪어왔다. 시간이 지남에 따라, 이것은 중앙은행의 핵심 활동에 더 집중된 조직 구조로 귀결되었다. 게다가, 은행은 외부인들이 같은 서비스를 더 만족스럽게 제공하기 위해 쉽게 계약될 수 있는 분야의 직원들을 해고했다. 현재 외부 기관과 계약되고 있는 분야로는 외부 보안, 매점 서비스, 클럽 및 유지 보수 등이 있다. 구조조정 연습의 결과로, 은행의 총 직원 수는 1,400명에서 850명 훨씬 아래로 떨어졌다. 그러나 그러한 기능은 더 많이 떨어졌지만, 새로운 자유화 환경에서 더 비판적인 기능들이 나타났다. 이들 새로운 분야는 주로 정책결정 분야이다.

## 이사회
잠비아 은행 이사회는 회장인 주지사와 재무 및 국가 계획 장관이 임명한 다른 6명의 이사로 구성된다. 이사는 업무 또는 재정 문제에 대한 전문적 또는 학술적 경험이 있고 은행의 임원 또는 직원이 아닌 사람 중에서 임명한다. 이사회의 모든 이사들은 당연직 위원들이다. 재무부 장관은 이사회의 전 사무국원이며 투표권이 없다. 재무부 장관 또한 정족수에 포함되지 않는다. 부의장은 이사회의 구성원 중에서 이사회에 의해 선출된다. 이사회의 이사들은 3년의 기간 동안 임명되며, 또 다른 3년간 재임용될 자격이 있다. 이사회는 은행의 모든 권한이 부여된 전반적인 권한이다. 그것은 잠비아 은행 정책의 수립에 책임이 있다.

## 같이 보기
- 잠비아 콰차
- 잠비아의 경제